# 銭 (姓)
銭（せん）は、漢姓の一つ。

## 中国の姓
2020年の中華人民共和国の第7回全国人口調査（国勢調査）に基づく姓氏統計によると中国で95番目に多い姓であり、262.50万人がいる。一方、台湾の2018年の統計では第101位で、15,119人がいる。

### 著名な人物
- 銭鏐 - 呉越の建国者。
- 銭惟演 - 北宋の政治家・詩人。呉越の最後の王銭弘俶の子。
- 銭選 - 南宋から元にかけての画家。
- 銭謙益 - 明から清にかけての詩人。
- 銭大昕 - 清代中期の考証学者。
- 銭応溥 - 清末の洋務派官僚
- 銭玄同 - 中華民国の言語学者、中国新文化運動の先駆者の1人とされる。本名は銭夏
- 銭昌照 - 中華民国・中華人民共和国の政治家
- 銭其琛 - 中華人民共和国の政治家、外交官。
- 銭学森 - 中華人民共和国の航空力学研究者、中国科学院・中国工程院研究員
- 銭鍾書 - 中華人民共和国の作家、文学研究者
- ロジャー・Y・チエン (錢永健) - アメリカ合衆国の生化学者
- 銭薇娟 - 台湾の元女子バスケットボール選手で、現在は指導者

## 朝鮮の姓
銭（チョン、朝: 전）は、朝鮮人の姓の一つである。2015年の国勢調査による韓国内での人口は3,678人。

### 著名な人物
- 銭鎮漢 - 韓国の国会議員、社会部長官。
- チョン・イナ（銭忍和） - 韓国の女優。
- 銭周媛（朝鮮語版） - 韓国の女子バスケットボール選手。

### 氏族
| 氏族（地域） | 創始者                                 | 人数（2015年） |
| ------------ | -------------------------------------- | -------------- |
| 開京銭氏     |                                        | 37             |
| 冠山銭氏     |                                        | 201            |
| 聞慶銭氏     | 中国の元朝の龍図閣直学士を務めた錢愉謙 | 3,018          |
| 聞喜銭氏     |                                        | 354            |